# دومینو پریسلی
دومینو پریسلی (به انگلیسی: Domino Presley)(زاده ۸ ژانویهٔ ۱۹۸۷) بازیگر پورنوگرافی آمریکایی است.
او یک زن ترنس است.